# Branko Čelustka
Branko Čelustka (Novi Sad, 21. svibnja 1929. - Zagreb, 19. lipnja 2019.), hrvatski fizičar

## Životopis
Rođen u Novom Sadu 1929. godine. U Banjoj Luci pohađao od 1940. do 1948. godine. Diplomirao na zagrebačkome Prirodoslovno-matematičkom fakultetu. Doktorirao 1969. disertaciom "Promjena nekih fizikalnih parametara na temperaturama faznog prijelaza u bakar i srebro selenidu i njihova interpretacija". Nakon studija radio kao profesor u gimnaziji do 1956.,  nakon čega je radio na Medicinskom fakultetu u Zagrebu kao asistent pa docent, potom izvanredni te redoviti profesor fizike. Na tom fakultetu je predstojnik je Zavoda za fiziku i biofiziku od 1976. do 1993. godine. Višegodišnji suradnik Instituta »Ruđer Bošković«. Branko Čelustka, Ankica Kirin i Jasminka Brnjas-Kraljević zajedno s ostalim članovima Zavoda za fiziku i biofiziku uz izniman trud osigurali su održavanje nastave na Stomatološkom fakultetu od njegova osnutka te na studiju medicine u Splitu, Osijeku i Mostaru do konačnog osamostaljenja tih medicinskih fakulteta.
Bavio se nastavnim radom, znanstvenim istraživanjima s područja fizike čvrstog stanja, posebno optičkim i električnim svojstvima višekomponentnih poluvodičkih materijala. Radove objavio u časopisima Glasnik matematičko-fizički i astronomski, Acta metallurgica, Journal of Physics and Chemistry of Solids, Physica Status Solidi, Croatica chemica acta, Fizika, Thin Solids Films i Acta stomatologica Croatica.
Arhivar knjižnice Češke besede, knjižnice češke zajednice u Hrvatskoj.

## Djela
- Fizika za medicinare. Zagreb 1966.[1]
- Fizika za višu medicinsku školu. Zagreb 1989.[1]

## Vanjske poveznice
- CROSBI Pregled po znanstveniku Branko Čelustka (MB 7946)
- WorldCat Branko Čelustka
- Researchgate Branko Čelustka